# Туран (богиња)
Туран је била етрурска богиња љубави, плодности и виталности и заштитница града Велча.

## Приказ
У уметности, Туран је обично приказана као млада крилата девојка.  Она је богато одевена и украшена драгуљима на раним и касним приказима, али се појављује нага под утицајем хеленистичке уметности у 3. и 2. веку пре нове ере.  Она је у пару са својим младим љубавником Атунисом (Адонис) и фигурира у причи из грчке митологије, Парисов суд.

## Атрибути
Туран се обично повезивала са птицама као што су голубица, гуска и пре свега лабуд,  Tusna, „Турански лабуд“.  Њену пратњу су чинили лари. Туран је можда прилично стара, али се не појављује на листи Пјаћенце нити на Марцијановом списку етрурских божанстава. По њој је назван етрурски месец јул, иако за њега знамо само латинску реч, Traneus. 

## Етимологија
Туран је виђена као еквивалент римској Венери и грчкој Афродити. Њено име је пре-хеленски корен „Turannos“ (апсолутни владар),  тако да се Туран може посматрати као „господарица“.
Туран је имала светилиште у Грависци под грчким утицајем, луци за Тарквинију, где су пронађени заветни поклони исписаним њеним именом. Један натпис је назива Turan ati, "мајка Туран", што је тумачено као веза са Венером, мајком Енеје и праоцем лозе Јулијевци-Клаудијевци.

## Наслеђе
Туран је једна од ретких етрурских богиња која је преживела у италијанском фолклору из Ромање. Називана је "Турана", а каже се да је вила, дух љубави и среће, који помаже љубавницима. 